# Serie C2 1991/1992
Soutěžní ročník Serie C2 1991/92 byl 14. ročník čtvrté nejvyšší italské fotbalové ligy. Soutěž začala 18. září 1991 a skončila 12. června 1992. Účastnilo se jí celkem 60 týmů rozdělené do tří skupin po 20 klubech. Z každé skupiny postoupili první dva do třetí ligy. Do nižší ligy sestoupili kluby kteří skončili na 18 až 20 místě v tabulce. Kluby co skončili na 17 místě sehráli mezi sebou mini turnaj. V ní kluby které skončili na posledních dvou příčkách sestoupili.